# Guttman-skalogram
Et Guttman-skalogram (engelsk: Guttman scale) er et hjælpemiddel i forskningen til at belyse forhold, der formenes at være rangordnede i den forstand, at hvis et givet forhold bekræftes, kan man tillige regne med, at andre forhold af lavere rang på skalaen på tilsvarende måde vil kunne bekræftes. 

## Anvendelse
Et eksempel på Guttman-skalogrammets anvendelse er ved analyse af byers rangorden med hensyn til oplandstjenester. Ved analysen sættes de undersøgte byer ud af den ene (fx den vandrette) akse, de undersøgte oplandstjenester ud af den anden (den lodrette). For hver by angives nu med et × hvis en given oplandsfunktion er tilstede og et ÷ ved fravær. Efter således at have registreret oplandstjenesternes tilstedeværelse eller ej byttes rækkefølgen af byerne om således, at den by, der har flest oplandstjenester, placeres længst til venstre og de følgende byer derefter i rækkefølge mod højre efter deres stadige aftagende antal af funktioner. På lignende måde ombyttes funktionernes rækkefølge således, at den oftest forekommende funktion placeres øverst og de øvrige i aftagende rækkefølge. Der vil nu fremkomme et billede, hvor de felter, der befinder sig øverst til venstre, overvejende er udfyldte med et × og felterne nederst til højre med et ÷. Fordelingen vil dog næppe udvise fuld entydighed: der vil forekomme et antal ÷ midt i ×-felterne og tilsvarende et antal × i ÷-felterne. Sådanne undtagelser kaldes "fejlplaceringer" og deres andel beregnes i forhold til det samlede antal felter i skalogrammet. Skalogrammet gennemgås nu endnu en gang for at flytte byer og funktioner således, at antallet af "fejlplaceringer" (og deres andel af samtlige felter) bliver mindst muligt.

## "Fejlplaceringer"
For at sige, at de undersøgte forhold kan betragtes som rangordenbare efter Guttman-princippet, må andelen af "fejlplaceringer" efter et vedtaget princip ikke overstige 10% og ikke være systematiske. Det bemærkes, at der undertiden er flere muligheder for rangordenen, som vil give samme antal (færreste) fejlplaceringer. Man må herved selv vurdere, om de tilbageværende "fejlplaceringer" skal ses som tilfældige afvigelser eller har en orden.
Undertiden kan man komme ud for, at visse undersøgte forhold (i ovennævnte tilfælde undersøgte oplandstjenester) ikke lader sig ordne efter Guttman-skalogrammets princip og derfor må udelades som ikke mulige at rangordne.

## Eksempel
I Danmark er Guttman-skalogrammet blandt andet anvendt ved en rangordning af byer og oplandstjenester i Midtjylland i 1960 og viste her, at forholdene lod sig rangordne med en "fejlprocent" på 4,5% (138 "fejlplaceringer" i et skalogram med 3.074 felter). Guttman-skalogrammer er desuden anvendt ved sociologiske undersøgelser.